# Emil Johansson
Emil Johansson, född 11 augusti 1986, är en svensk fotbollsspelare som avslutade elitkarriären efter säsongen 2017. Han spelade därefter för Bråtens IK och pluggade till ambulanssjuksköterska. Under elitkarriären representerade han bland annat Degerfors IF, Hammarby IF, Molde FK och FC Groningen. Johanssons ordinarie position är vänsterback men han har även spelat som vänstermittfältare.

## Klubbkarriär
Johansson började spela fotboll i Karlskoga SK. Sedan gick han vidare till Degerfors IF. Säsongen 2007 blev Degerforstränaren Tony Gustavsson klar som ny tränare i Hammarby IF Fotboll och valde att ta med sig Johansson till sin nya klubb. Debuten skedde mot Trelleborgs FF den 16 april på Söderstadion. Han imponerande under vårsäsongen och konkurrerade i de flesta matcher ut Gunnar Thor Gunnarsson på vänsterbacksplatsen. Johansson fick bland annat debutera för Sveriges U21-landslag men råkade under sommaren ut för en skada som höll honom borta från spel under hela höstsäsongen. Johansson gjorde de första målet i Allsvenskan 2009 i seriepremiären mot IF Elfsborg den 4 april 2009, vilket även blev utnämnt till årets mål, på fotbollsgalan 2009.
Under försäsongen år 2010 blev vänsterbacken såld till den norska klubben Molde FK.
23 juni 2011 såldes Johansson till FC Groningen som uppskattades få betala cirka fyra miljoner kronor. I Groningen fick han tidigt problem med en ljumske, vilket gjorde att han fick vila från spel. När skadan var läkt hade klubben fått en ny tränare under vilken Johansson fick begränsat med speltid. I januari 2014 lämnade han bänken i Nederländerna för ett två-årskontrakt med norska tippeligaklubben Sandnes Ulf. Oturligt nog skadade han sitt ena knä under försäsongen och slog upp den nya skadan under sommaren, vilket tvingade honom till en operation i augusti. Under våren 2015 kom han tillbaka till planen och i juni samma år gjorde Johansson sin första tävlingsmatch för Sandnes Ulf. 
Den 14 juli 2015 återvände Emil Johansson till sin ungdomsklubb Degerfors IF för ett kontrakt som sträckte sig säsongen ut. Övergången skedde på spelarens initiativ och Johansson sa vid presskonferensen "Jag är fortfarande hungrig och kan se mig stanna länge i DIF /.../.". . Johansson drabbades under säsongen av ryggproblem. Han fick behandling och medicinering mot dessa och kunde skriva på ett nytt kontrakt som sträckte sig över 2016. I december 2016 förlängde han sitt kontrakt med ytterligare ett år. Efter säsongen 2017 avslutade Johansson sin elitkarriär.
Inför säsongen 2018 gick Johansson till division 5-klubben Bråtens IK, där han blev lagkamrat med sin yngre bror, Per. Johansson spelade 10 matcher och gjorde två mål under säsongen 2018. Säsongen 2019 spelade han två matcher i Division 4. I juli 2019 avslutade han sin spelarkarriär.

## Landslagskarriär
Johansson deltog i U21-EM 2009 och spelade i alla Sveriges matcher. Han gjorde totalt 15 U21-landskamper 2007 till 2009. Den 23 januari 2010 debuterade han i A-landslaget i en träningsmatch mot Syrien.